# Veloç Sport Balear
El Veloç Sport Balear fou una societat esportiva de Palma (Mallorca, Illes Balears, Espanya), fundada el 1896 per a la pràctica i foment del ciclisme. Va desaparèixer el 2018.
El 1903 va inaugurar el Velòdrom de Tirador, que va ser la principal instal·lació de ciclisme en pista durant dècades a Espanya. L'entitat ha tingut altres seccions esportives en diverses fases de la seva història.

## Història
La societat fou fundada l'1 de setembre de 1896 per un grup d'aficionats al ciclisme. La seva pràctica ho era tant des del punt de vista del lleure (passeig, excursionisme) com competitiu (en ruta o en pista). Els seus fundadors provenien de la societat Velódromo Palmesano, que havien abandonat disconformes amb la seva gestió. El seu primer president va ser Miquel Mestre Font, que es va mantenir en el càrrec fins 1908.
Després d'ocupar alguns locals provisionals, el 1901 la societat va instal·lar el seu local social en un immoble del Passeig del Born de Palma, a la zona noble de la ciutat. Va ser una de les societats esportives més actives de principis de segle, i fins i tot durant la presidència d'Ignasi Seguí Solivelles (1913-1917) va arribar a tenir un caràcter poliesportiu de primer ordre, a més d'ampliar les seves activitats a temes culturals. A partir dels anys 20 va perdre el seu dinamisme inicial, va esdevenir un club social sense activitat esportiva i es va limitar a mantenir i gestionar la propietat del velòdrom.
En els anys 60 la societat va entrar en crisi en l'àmbit social i econòmic i va ser desallotjada del seu local social. Després de passar per un bingo (l'antiga sala de festes Trocadero), a mitjans dels anys 70 es va reubicar en els terrenys del seu velòdrom, tancat des del 1973 i en estat d'abandó. La societat va readaptar la tribuna coberta (el Xalet, obra de l'arquitecte Gaspar Bennazar) com a local social en tapiar els arcs de la construcció per fer-lo habitable. El 1976 el Veloz es va fusionar amb una altra societat recreativa històrica de la ciutat: La Veda, amb l'objectiu de sumar forces i reimpulsar la seva activitat; però malgrat tot, va seguir llanguint.
A més, l'Ajuntament de Palma va aprovar la construcció d'una zona verda municipal en els terrenys de la societat, la qual cosa va hipotecar qualsevol projecte de futur. L'expropiació es va culminar el juliol de 2015 (encara que els recursos judicials no la varen fer definitiva fins 2017). Llavors la societat es va traslladar a un immoble de l'Avinguda Joan Miró, 146, a la mateixa ciutat de Palma, i va habilitar part de les seves dependències com a centre de Ioga i Pilates.
Tanmateix, els darrers anys l'activitat com a club social fou mínima i la societat va optar per la dissolució l'any 2018.

## El Velòdrom de Tirador
Després de la seva fundació el 1896, els socis entrenaven assíduament en el velòdrom de Son Espanyolet, l'únic existent llavors a la ciutat; però es varen veure obligats a compartir-lo amb l'altra societat ciclista de la capital i gran rival, el Cercle Ciclista. Aviat es va imposar entre els socis del Veloç la idea de posseir una pista pròpia.
La societat va adquirir el 1897 uns terrenys devora el torrent de sa Riera, llavors extramurs de la ciutat, i varen construir el Velòdrom de Tirador. Des de la seva inauguració el 1903 es va convertir en la principal pista ciclista d'Espanya, atesa la qualitat del seu disseny i construcció, i des de llavors va acollir tot tipus d'esdeveniments esportius de primer nivell fins a la seva clausura el 1973.

## Altres esports
El Veloç Sport Balear es va fundar per a la pràctica del ciclisme; però en els seus primers anys anà creant seccions per a la pràctica d'altres esports a mesura que aquests arribaven a l'illa i els socis se n'aficionaven. En aquell moment (finals del segle xix i principis del xx) el ciclisme era el principal esport de Mallorca, però també l'únic consolidat: altres manifestacions esportives eren testimonials o desconegudes, i el Veloç es va convertir en la principal societat d'acollida d'aquestes novetats. Així, bona part d'aquests nous esports es varen practicar en l'espai central del recentment inaugurat Velòdrom de Tirador. De totes, la secció més rellevant va ser la de futbol.

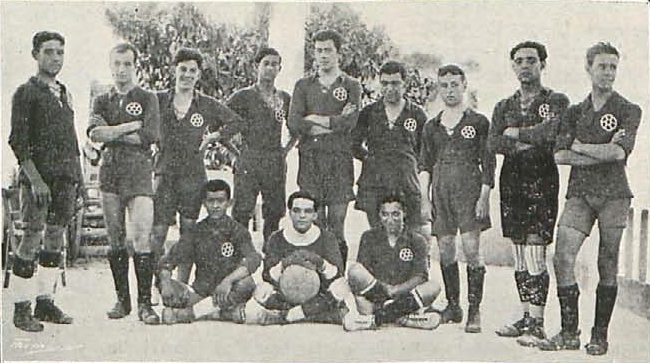
La secció de futbol del Veloç Sport Balear

El futbol va arribar a Mallorca a finals de l'any 1902, i quan es va inaugurar el Velòdrom de Tirador els socis varen començar a practicar-lo en l'espai central i crearen la secció en 1903. Va ser l'equip més potent de l'illa en aquells anys i es va imposar en les principals competicions no oficials que llavors s'organitzaven (llavors no hi havia competició federada). El seu domini es basava en la bona forma física dels seus jugadors (que ho practicaven com a complement del ciclisme) i en disposar del velòdrom, un espai no reglamentari però mínimament condicionat i amb grades que afavorien la presència de públic. La fundació del RS Alfons XIII FC (actual RCD Mallorca) el 1916 va suposar el seu declivi i el 1917 la secció va desaparèixer. Encara es va recuperar el 1920, però sense la força d'antany, i després de constants alts i baixos va desaparèixer definitivament el 1926. A més, allà va jugar el seu primer partit el Balears FC (actual Atlètic Balears), l'any 1920.
Altres seccions varen ser el motociclisme, patinatge, tennis o tir al colom. En aquests casos es varen habilitar espais per a la seva pràctica en el velòdrom, però sense crear cap equip estable de competició.
Durant els anys 20 el Veloç Sport Balear va perdre el seu caràcter esportiu original. La societat es va convertir en un club sedentari, l'activitat es va centrar en el seu local social i les seccions esportives varen desaparèixer. Pel que fa al ciclisme en pista, el Velòdrom de Tirador seria explotat per empreses i particulars externs a la societat, tot i que per a l'organització de campionats oficials i grans proves la titularitat continuava essent del Veloç.
A principis dels anys 40, en coincidir amb una crisi passatgera del ciclisme en pista local, es reimpulsaren les seccions esportives. El 1942 es va crear l'equip de bàsquet, el qual va competir en la primera categoria de l'incipient campionat regional de Mallorca durant tres temporades, entre 1942 i 1945. Tenia la seva pista en l'espai central del Velòdrom del Tirador. També hi va haver un equip de hoquei sobre patins, però no va arribar a competir oficialment. Des del 1945 la finalitat de la societat va tornar a ser exclusivament ciclista.
En els anys 90, per frenar la decadència de la societat, hi va haver un altre intent de reactivació esportiva. En aquesta ocasió el principal esport va ser el voleibol, tant masculí com femení, amb sengles equips federats; així com activitats subaquàtiques, tennis i petanca. El 1999 es va incorporar el pàdel amb la construcció d'unes pistes al velòdrom per llogar per hores, sense competició. A mesura que la societat llanguia socialment les seccions varen desaparèixer, fins que la societat va ser donada de baixa del Registre d'Entitats Esportives el 2014.

## Transcendència
Durant diverses dècades el Veloç Sport Balear va ser el club ciclista més important de Mallorca, pràcticament des de la seva fundació. Va ser un dels impulsors l'any 1899 de la creació de la Unió Velocipèdica Balear, que el 1932 canviaria el seu nom pel de Federació de Ciclisme de les Illes Balears.
La societat va fomentar tota mena de competicions ciclistes estatals i regionals en pista fins als anys 60 (també, ocasionalment, en carretera i circuits urbans) i va contribuir decisivament al naixement i desenvolupament de la tradició ciclista a Mallorca, especialment en la seva modalitat en pista, gràcies al seu velòdrom, principal pista ciclista de l'Estat durant dècades. Va ser l'entitat organitzadora de nombrosos campionats oficials de Balears i d'Espanya en pista i alguns en ruta, així com de proves de caràcter internacional.
Entre 1915 i 1920 va organitzar la Festa del Pedal, jornada ciclista anual de caràcter festiu en format de caravana que durant diversos anys va mobilitzar a centenars d'aficionats a la bicicleta i que va ser una demostració de poder de convocatòria.
L'any 1960 la societat va rebre la Medalla d'Or al Mèrit Esportiu imposada per la Federació Espanyola de Ciclisme per la seva contribució al món del ciclisme.